# Obsession (альбом Blue System)
Obsession — четвёртый студийный альбом немецкой евродиско-группы Blue System. Выпущен в октябре 1990 года на лейбле Hansa Records.

## Об альбоме
Все три сингла, выпущенные из данного альбома также имели 2 дополнительные версии - макси-версию и инструментальную. Кроме того, последний сингл с альбома When Sarah Smiles содержал также и две версии песни I'm The Pilot Of Your Love.

## Сертификация
- BVMI (Германия) — золотой. Статус присвоен в 1991 году.[2]

## Список композиций
Тексты и музыку всех композиций написал Дитер Болен. Композиция №3 — инструментальная.
| №                   | Название                      | Длительность |
| ------------------- | ----------------------------- | ------------ |
| 1.                  | «Love Is Such A Lonely Sword» | 4:10         |
| 2.                  | «When Sarah Smiles»           | 3:41         |
| 3.                  | «Behind The Silence»          | 3:32         |
| 4.                  | «2000 Miles»                  | 3:46         |
| 5.                  | «Two Hearts Beat As One»      | 3:48         |
| 6.                  | «48 Hours»                    | 3:54         |
| 7.                  | «I'm Not That Kind Of Guy»    | 3:27         |
| 8.                  | «Try The Impossible»          | 3:24         |
| 9.                  | «Another Lonely Night»        | 3:09         |
| 10.                 | «I'm The Pilot Of Your Love»  | 3:21         |
| Общая длительность: | Общая длительность:           | 37:16        |

## Участники записи
- Дитер Болен — вокал, аранжировки, продюсирование;
- Рольф Кёлер — бэк-вокал, вокал в припевах;
- Детлеф Видеке — бэк-вокал, вокал в припевах;
- Михаэль Шольц — бэк-вокал, вокал в припевах;
- Луис Родригез — звукоинженер, сопродюсер;